# Fred Bullock
Fred Bullock (Hounslow, 29 giugno 1886 – 30 novembre 1921) è stato un calciatore inglese, di ruolo difensore.

## Carriera

### Club
Ha giocato nella massima serie inglese con l'Huddersfield Town.

### Nazionale
Ha giocato la sua unica partita con la Nazionale inglese nel 1920, l'anno prima di morire.